# Luis Sambucetti
Luis Sambucetti, né le 27 juillet 1860 à Montevideo et mort le 7 septembre 1926 dans la même ville est un violoniste, chef d'orchestre, professeur de musique et compositeur uruguayen.

## Biographie
Il commence sa formation musicale dans son pays d'origine, mais continue ensuite à Paris, de 1184 à 1888, où il fut l'élève en violon de Hubert Léonard (1819-1890) et en composition de Théodore Dubois, de Jules Massenet (1842-1912) et de Léo Delibes (1836-1891). Il retourne dans sa ville natale et devient l'une des figures de proue de la vie musicale uruguayenne. Il est le fondateur de l'école de musique « Instituto Verdi », d'une société de concerts et enfin, en 1908, de l'orchestre national d'Uruguay. Il se produit également en tant que chef d'orchestre et membre d'un quatuor à cordes. Comme compositeur, son style s'apparente au romantisme, sans doute en raison de sa formation à Paris. Il crée des œuvres de presque tous les genres, y compris plusieurs quatuors à cordes, des œuvres pour piano, violon, chœur et orchestre, dont le poème symphonique San Francisco d'Assisi.  On lui doit aussi une opérette (Zarzuela), El diablo rojo.

## Source
- (de) Cet article est partiellement ou en totalité issu de l’article de Wikipédia en allemand intitulé « Luis Sambucetti » (voir la liste des auteurs).